# Società Risorse Idriche Calabresi
Società Risorse Idriche Calabresi  S.p.A. abbreviata SO.RI.CAL è la società che in Calabria gestisce il servizio di captazione, accumulo, potabilizzazione e adduzione di acqua potabile a scala sovrambito.
Si tratta di una società pubblica classificata come "impresa pubblica", controllata al 100% dalla Regione Calabria.

## Storia

### Fondazione e missione iniziale
Sorical è stata costituita nel 2004 con l'obiettivo di gestire gli schemi idrici trasferiti dalla disciolta Cassa per il Mezzogiorno alla Regione Calabria. La società è una società mista pubblico-privata, con una partecipazione del 53,5% della Regione Calabria e del 46,5% del socio privato Acque di Calabria S.p.A., controllata al 100% dal gruppo Veolia.

### Crisi finanziaria e ristrutturazione
Nel 2012, a causa di ritardati pagamenti e inadempimenti da parte dei principali utenti, Sorical è stata messa in liquidazione. Nel 2014, la società ha sottoscritto un accordo di ristrutturazione dei debiti con la quasi totalità dei creditori, omologato dal Tribunale di Catanzaro. Questo accordo ha consentito alla società di rimanere operativa e di riconsolidare il proprio equilibrio economico-finanziario.

### Ripubblicizzazione e gestione unitaria
Nel giugno 2022, la Regione Calabria ha acquisito il 46,5% delle azioni detenute dal socio privato Acque di Calabria S.p.A., rendendo Sorical una società interamente pubblica. Questo passaggio è stato definito un "giorno storico" per la Calabria dal presidente della Regione, Roberto Occhiuto, poiché ha posto le basi per una gestione unitaria del servizio idrico integrato regionale.
Nel mese di agosto 2022, l'assemblea dei soci ha deliberato l'uscita dallo stato di liquidazione della società, segnando l'inizio di una nuova fase operativa.

### Coinvolgimento dei Comuni
Nel 2024, è stato avviato un processo che consente ai 404 comuni calabresi di diventare azionisti di Sorical a titolo gratuito, in linea con la legge regionale n.32 del 2022. Questo coinvolgimento mira a rafforzare la gestione del servizio idrico integrato e a garantire una maggiore partecipazione degli enti locali.

### Espansione della gestione
In attuazione della Delibera n. 5/2020 dell’allora Ente di Governo d’Ambito AIC (Autorità Idrica Calabrese), con la quale si individuò la forma di gestione in house providing del servizio idrico integrato, in data 25/10/2022, con Delibera n. 9 e successiva Delibera n. 12 del 30/12/2022, l’Autorità Rifiuti e Risorse Idriche Calabria (ARRICAL) ha affidato a Sorical la gestione del servizio idrico integrato nell’Ambito Unico Regionale.
Il 7 maggio 2024, Sorical Srl assumerà completamente la gestione delle condotte idriche del comune di Reggio Calabria subentrando alla società comunale.
Il 6 giugno 2024, la società subentra alla Lamezia Mmultiservizi per la gestione del servizio idrico integrato del comune di Lamezia Terme
Il 26 Aprile 2025 l'azienda subentra all'Azienda regionale per lo sviluppo dell'agricoltura calabrese (Arsac) per la gestione del sistema idrico integrato nei 14 Comuni della provincia di Crotone.